# Wojska powietrznomanewrowe
Wojska powietrznomanewrowe – używana w armiach europejskich państw NATO nazwa dysponujących powietrznymi środkami transportu i walki jednostek wojsk lądowych przeznaczonych do prowadzenia lądowo-powietrznych działań bojowych (operacji), przeważnie na tyłach przeciwnika.